# Appelrotkelkje
Het appelrotkelkje (Monilinia fructigena) is een zwam uit de familie Sclerotiniaceae. Hij komt voor op vruchten in parken en plantsoenen. Het is een biotrofe parasiet die bruinrot veroorzaakt. Hij is bekend van Corylus, Crataegus, Cydonia, Malus domestica, Mespilus, Prunus, Pyrus communis. De apothecia verschijnen op gemummificeerde vruchten in het voorjaar.

## Kenmerken
De soort is minder dan 1 centimeter groot waardoor niet alle kenmerken met het blote oog waargenomen kunnen worden. De soort heeft een vruchtlichaam dat lang gesteeld is en een  diameter van tussen de 3 en 6 millimeter heeft. De binnenkant van het  vruchtlichaam heeft een gladde textuur en is grijs tot geelbruin gekleurd en de buitenkant van het vruchtlichaam heeft tevens een grijs tot geelbruine kleur. De steel heeft een geelbruine kleur.
Het overwintert in pseudosclerotia op geïnfecteerde plantenscheuten en in fruitmummies. In het voorjaar vormen zich sporodochia; vaker op fruit dan op scheuten. Grote hoeveelheden conidia worden ongeslachtelijk geproduceerd in de sporodochia. Ze hebben een ellipsvormige vorm, zijn kleurloos, eencellig, 12–34 × 9–15 μm groot. Er zijn vele generaties van hen door de jaren heen. Deze conidia voeren primaire infectie uit op de vruchten en scheuten van planten. Ze dringen in de vrucht door schade aan de schil en via siphonen, in de scheuten door schade veroorzaakt door bijvoorbeeld insecten. Mycelium ontwikkelt zich op de aangetaste scheuten en conidia-vruchten. De laatste op de vruchten produceert weer sporodochia, en daarin conidia, die een secundaire infectie veroorzaken

## Soortgelijke soorten
Moeilijk te onderscheiden is de Monilia laxa, die ook bruinrot veroorzaakt bij fruitbomen. De ziekte die wordt veroorzaakt door Monilina laxa heeft het ernstigste verloop op kersen, maar de schimmel tast ook pruimen, zoete kersen, abrikozen en andere vruchtlichamen aan. De gemakkelijkste manier om deze soorten te onderscheiden is de waardplant, de symptomen die ze veroorzaken en de manier waarop de ziekte zich ontwikkelt. In de praktijk van de fruitteelt is het echter niet nodig om deze soorten te onderscheiden, omdat de bestrijdingsmethoden identiek zijn. Monilinia polystroma en Monilinia yunnanensis lijken ook morfologisch sterk op elkaar. Ze zijn moeilijk van elkaar te onderscheiden en geven vaak een dubbelzinnig resultaat. Microscopisch verschillen deze soorten enigszins in sporenstructuur, hyfendiameter en lengte.

## Synoniemen
- Ciboria fructicola G. Winter 1883
- Monilia fructicola L.R. Batra 1991
- Sclerotinia americana Norton & Ezekiel 1924
- Sclerotinia cinerea
- Sclerotinia fructicola (G. Winter) Rehm 1906

## Verspreiding
In Nederland komt het appelrotkelkje vrij zeldzaam voor.